# 127 هـ
127 هـ هي سنة في التقويم الهجري امتدت مقابلةً في التقويم الميلادي بين سنتي 744 و745.

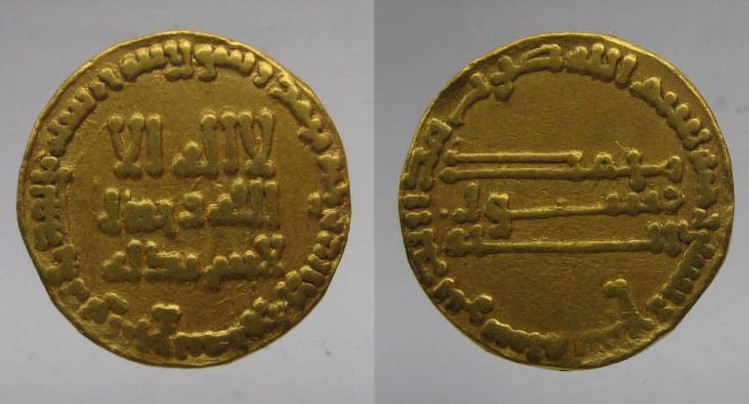
دينار عباسي في زمن أبي عبد الله محمد المهدي

## مواليد
- أبو عبد الله المهدي
- إدريس بن عبد الله
- سليمان بن عبد الرحمن

## وفيات
- الحكم بن الوليد بن يزيد الأموي
- أبو إسحاق السبيعي
- عاصم بن أبي النجود
- فاطمة بنت الحسن المثنى
- يوسف بن عمر الثقفي
- ابن الطثرية
- وهب بن كيسان
- عبد الرحمن بن خالد الفهمي
- معاوية بن عبد الأعلى